# Navngivne storme i Danmark
Navngivningen af storme i Danmark begyndte, efter at klima- og energiminister Martin Lidegaard den 5. december 2013 besluttede, at alle fremtidige storme skulle bære et personnavn, efter stormen den 28. oktober 2013 bar mange forskellige navne i Danmarks nabolande. Efterfølgende, og i samarbejde med Ekstra Bladets læsere, blev den forrige storm døbt Allan, navngivet efter sagen om Allan Simonsen i Vild med Dans.
I dag bliver storme i Europa først navngivet af den nationale meteorologiske institution, som opdager stormen. Hvis navnet ikke er let forståeligt i andre lande, vil det pågældende lands nationale meteorologiske institut vælge et andet navn. Navne er angivet på forhånd, så hvert land har en liste med alle de kommende navne, hvor de i forvejen er angivet med sort eller rød skrift, alt afhængigt af om de kan forstås eller ej. Navnene er lagt i konvolutter, som først må åbnes, når der er blevet varslet storm. Eksempelvis blev stormen Nora først navngivet Eunice af Storbritanniens Meteorological Office.
Den anden storm, som fik officielt navn, var stormen Bodil den 4.-7. december 2013. Den tredje storm, som før sin begyndelse blev navngivet Carl, viste sig blot at have kulingstyrke. De to næste storme, som kom på kun to dage d. 9. og 10. januar 2015, fik navnene Dagmar og Egon. Allerede få dage efter modtog DMI adskillige forslag til, hvad den næste storm skulle hedde. Blandt forslagene var Filippa, Felicia, Filuca og Fiona. Det skulle dog siden vise sig at DMI's navn var Freja.
Senere stormnavne i denne serie har været Gorm, Helga, Ingolf, Johanne, Knud, Laura, Malik, Nora, Otto, Pia, Rolf og Sif.

## Tidligere navngivninger af storme
Før 2013 var det i Danmark mest almindeligt at navngive storme og orkaner efter den måned og/eller årstal, den ramte; f.eks. novemberorkanen i 1981 eller januarorkanen i 1990. Ved orkanen den 3. december 1999 udskrev TV2 en konkurrence blandt sine seere om et navn på orkanen i forsøget på at skabe en tradition om en navngivning af storme efter personnavne, som tilfældet var i både Sverige, Norge og Tyskland. Vinderforslaget blev Adam. TV2 genoptog konkurrencen ved den næste store orkan i januar 2005, hvor man søgte efter et pigenavn, der begynder med B - og her vandt navnet Bertha. TV2's navngivninger slog dog aldrig rigtig igennem i befolkningen, hvor orkanerne blev kendt som henholdsvis decemberorkanen i 1999 og januarorkanen i 2005. Ligeledes blev de heller ikke officielt anerkendt af DMI.
Som nævnt ovenfor var der i vore nabolande en tradition med at opkalde orkaner efter personnavne, længe før vi fik det i Danmark. I Sverige bar decemberorkanen i 1999 f.eks. navnet Carola, dels på grund af at 3. december er Carolas navnedag, dels med reference til sangerinden Carola Häggkvists Eurovision-vindersang fra 1991, Fångad av en stormvind (orkan).

## Navngivne storme og orkaner
De storme, der er navngivet uden for Danmark, er skrevet med kursiv.
| Navn      | Dato                    | Navngiver             | Styrke           | Vindstød                         | Konsekvenser i Danmark |
| --------- | ----------------------- | --------------------- | ---------------- | -------------------------------- | --- |
| Allan     | 28. oktober 2013        | Ekstra Bladets læsere | Orkan            | 53,3 m/s (orkanstyrke)           | 3 døde |
| Bodil     | 5.-6. december 2013     | DMI                   | Orkan            | 57,4 m/s (orkanstyrke)           | 1 død, oversvømmelser i Frederikssund og Jyllinge Både den nye og den gamle Lillebæltsbro samt Storebælts- og Øresundsforbindelsen lukket + lukning af Sallingsund og Vejlefjordbroen. |
| Carl      | 14. marts 2014          | DMI                   | Stormende kuling | 32,0 m/s (styrke af stærk storm) | Øresundsforbindelsen lukket 80 minutter |
| Alexander | 12. december 2014       | SMHI                  | Stormende kuling | 29,5 m/s (styrke af stærk storm) | |
| Dagmar    | 9. januar 2015          | DMI                   | Storm            | 35,0 m/s (orkanstyrke)           | |
| Egon      | 10. januar 2015         | DMI                   | Stærk storm      | 38,6 m/s (orkanstyrke)           | Storebæltsbroen lukket i 14 timer. |
| Freja     | 7. november 2015        | DMI                   | Storm            | 34,6 m/s (orkanstyrke)           | |
| Gorm      | 29. november 2015       | DMI                   | Orkan            | 47,3 m/s (orkanstyrke)           | Både den nye og gamle Lillebæltsbro samt Storebælts- og Øresundsbroerne lukket. |
| Helga     | 4. december 2015        | DMI                   | Storm            | 34,5 m/s (orkanstyrke)           | |
| Urd       | 26. december 2016       | Norge                 | Stærk storm      | 37,8 m/s (orkanstyrke)           | |
| Ingolf    | 29. oktober 2017        | DMI                   | Storm            | 38,6 m/s (orkanstyrke)           | |
| Johanne   | 10. august 2018         | DMI                   | Storm            | 34,4 m/s (orkanstyrke)           | 1 død |
| Knud      | 21. september 2018      | DMI                   | Storm            | 34,6 m/s (orkanstyrke)           | |
| Alfrida   | 1.-2. januar 2019       | SMHI                  | Storm            | 32,6 m/s (styrke af stærk storm) | |
| Laura     | 12. marts 2020          | DMI                   | Storm            | 33,6 m/s (orkanstyrke)           | |
| Malik     | 29. - 30. januar 2022   | DMI                   | Storm            | 40 m/s (orkanstyrke)             | Storbælts- og Øresundsbroerne lukket for al trafik. Nordsjælland og dele af Fyn ramt af oversvømmelser. 78-årig midtfynsk kvinde afgået ved døden efter ulykke. 4 tilskadekomne.       |
| Nora      | 18. februar 2022        | DMI                   | Storm            | 37,4 m/s (orkanstyrke)           | |
| Otto      | 17. februar 2023        | DMI                   | Storm            | 38,1 m/s (orkanstyrke)           | |
| Pia       | 21+22. december 2023    | DMI                   | Storm            | 44,0 m/s (orkanstyrke)           | |
| Rolf      | 23. februar 2024        | DMI                   | Storm            | 37,6 m/s (orkanstyrke)           | |
| Sif       | 15. - 16. december 2024 | DMI                   | Stormende kuling | 31,9 m/s (styrke af stærk storm) | |
| Floriane  | 6.-7. januar 2025       | Météo-France (en)     | Storm            | 39,0 m/s (orkanstyrke)           | |

For en oversigt over de betegnelser der anvendes i kolonnen Styrke, se Beaufort-skalaen. Der er tale om den største 10-minutters middelvind målt noget sted på land i Danmark. Det er ikke et krav at fx 10 eller 30 % af landet skal have været omfattet.

## Enkelte storme (og andre blæsevejr)

### Kulingen Carl
Kulingen Carl var en kuling over det nordvestlige Europa. Kulingen ramte den nordvestlige del af Jylland kl. 21 fredag den 14. marts 2014. Prognoserne forudså middelvinde på op til 25–27 m/s og med vindstød optil 44,2 m/s.
Klokken 02.30 tidligt morgen den 15. marts blev der observeret 31,5 m/s i vindstødene i Thyborøn. I Hanstholm 30 m/s, Frederikshavn 29,3 m/s, Rønne 24 m/s.
Lørdag den 15. marts frarådes det at køre med høje lette køretøjer på både Storebæltsbroen og Øresundsbroen. Hastighedsbegrænsing sættes ned til 70 km/t.
Klokken 09.30, 15. marts, måtte Øresundsbroen lukke for al trafik i begge retninger. Efter 80 minutter åbnede man igen for trafik.

#### Navn
Efter Stormen Bodil i januar skulle Danmarks Meteorologiske Instituts finde et c-navn efter Bodil.
Stormen fik navnet Carl efter en afstemning blandt 131 af Danmarks Meteorologiske Instituts medarbejdere, Navnet Carl blev nomineret sammen med navnene, Clas, Christoffer, Claus og Carsten.

### Kulingen Alexander
Kulingen Alexander ramte landet 12. december 2014. Den nåede ikke stormstyrke i middelvinden i Danmark.

#### Navn
Lavtrykket blev varslet som storm af Sveriges meteorologiska och hydrologiska institut før DMI varslede stormen, og derfor blev stormen navngivet først af svenskerne. SMHI benytter et system hvor stormene navngives ud fra navnedagen for datoen. I Sverige er 12. december navnedag for bl.a. Alexander.